# كلانتر (بدرانلو)
كلانتر (بالفارسية: کلانتر) هي قرية تقع في إيران في قسم بدرانلو الريفي. يقدر عدد سكانها بـ 289 نسمة بحسب إحصاء 2016.